# Vliegvelden gesorteerd naar IATA-code D
Dit is een lijst van vliegvelden gesorteerd op IATA-code met de beginletter D.
| IATA | ICAO | Luchthaven                                 | Stad              | Land                         |
| ---- | ---- | ------------------------------------------ | ----------------- | ---------------------------- |
| DAB  | KDAB | Daytona Beach International                | Daytona Beach     | Verenigde Staten             |
| DAC  | VGZR | Zia Intl                                   | Dhaka             | Bangladesh                   |
| DAD  | VVDN | Đà Nẵng                                    | Đà Nẵng           | Vietnam                      |
| DAM  | OSDI | Damascus Intl                              | Damascus          | Syrië                        |
| DAR  | HTDA | Julius Nyerere Intl                        | Dar es Salaam     | Tanzania                     |
| DAY  | KDAY | James M. Cox Intl                          | Dayton            | Verenigde Staten             |
| DBV  | LDDU | Dubrovnik                                  | Dubrovnik         | Kroatië                      |
| DCA  | KDCA | Ronald Reagan National                     | Washington        | Verenigde Staten             |
| DCM  | LFCK | Mazamet                                    | Castres           | Frankrijk                    |
| DEB  | LHDC | Debrecen                                   | Debrecen          | Hongarije                    |
| DEL  | VIDP | Indira Gandhi                              | Delhi             | India                        |
| DEN  | KDEN | Denver International                       | Denver            | Verenigde Staten             |
| DFW  | KDFW | Dallas/Ft Worth Intl                       | Dallas/Fort Worth | Verenigde Staten             |
| DGO  | MMDO | Guadalupe Victoria Int                     | Durango           | Mexico                       |
| DHA  | OEDR | Dhahran Intl                               | Dhahran           | Saoedi-Arabië                |
| DHR  | EHKD | De Kooy                                    | Den Helder        | Nederland                    |
| DIR  | HADR | Aba Tenna Dejazmach Yilma                  | Dire Dawa         | Ethiopië                     |
| DIY  | LTCC | Diyarbakir                                 | Diyarbakır        | Turkije                      |
| DJB  | WIPA | Sultan Thaha                               | Jambi             | Indonesië                    |
| DJE  | DTTJ | Zarsis                                     | Djerba            | Tunesië                      |
| DJJ  | WAJJ | Sentani                                    | Jayapura          | Indonesië                    |
| DKR  | GOOY | Militaire luchthaven Leopold Sedar Senghor | Dakar             | Senegal                      |
| DLA  | FKKD | Douala                                     | Douala            | Kameroen                     |
| DLC  | ZYTL | Zhoushuizi                                 | Dalian            | China                        |
| DLH  | KDLH | Duluth International                       | Duluth            | Verenigde Staten             |
| DLM  | LTBS | Dalaman                                    | Dalaman           | Turkije                      |
| DME  | UUDD | Domodedovo                                 | Moskou            | Rusland                      |
| DMK  | VTBD | Don Mueang Int'l                           | Bangkok           | Thailand                     |
| DMM  | OEDF | King Fahd Intl                             | Dammam            | Saoedi-Arabië                |
| DNK  | UKDD | Dnipro                                     | Dnipro            | Oekraïne                     |
| DNR  | LFRD | Pleurtuit                                  | Dinard            | Frankrijk                    |
| DNZ  | LTAY | Cardak                                     | Denizli           | Turkije                      |
| DOB  | WAPD | Rar Gwamar                                 | Dobo              | Indonesië                    |
| DOG  | HSDN | Dongola                                    | Dongola           | Soedan                       |
| DOH  | OTBD | Doha                                       | Doha              | Qatar                        |
| DOK  | UKCC | Donetsk                                    | Donetsk           | Oekraïne                     |
| DOL  | LFRG | St Gatien                                  | Deauville         | Frankrijk                    |
| DOM  | TDPD | Douglas-Charles                            | Marigot           | Dominica                     |
| DPS  | WADD | Ngurah Rai                                 | Denpasar          | Indonesië                    |
| DRH  | WAJC | Dabra                                      | Dabra             | Indonesië                    |
| DRS  | EDDC | Dresden                                    | Dresden           | Duitsland                    |
| DRW  | YPDN | Darwin Intl                                | Darwin            | Australië                    |
| DSM  | KDSM | Des Moines International                   | Des Moines        | Verenigde Staten             |
| DSS  | GOBD | Internationale luchthaven Blaise Diagne    | Dakar             | Senegal                      |
| DTD  | WALJ | Datadawai                                  | Datadawai         | Indonesië                    |
| DTM  | EDLW | Dortmund Airport                           | Dortmund          | Duitsland                    |
| DTW  | KDTW | Detroit Metropolitan Wayne Co.             | Detroit           | Verenigde Staten             |
| DUB  | EIDW | Dublin International                       | Dublin            | Ierland                      |
| DUM  | WIBD | Pinang Kampai                              | Dumai             | Indonesië                    |
| DUR  | FADN | King Shaka International                   | Durban            | Zuid-Afrika                  |
| DUS  | EDDL | Duesseldorf International                  | Düsseldorf        | Duitsland                    |
| DVO  | RPMD | Francisco Bangoy Davao                     | Davao City        | Filipijnen                   |
| DWC  | OMJA | Al Maktoum Intl                            | Dubai             | Verenigde Arabische Emiraten |
| DXB  | OMDB | Dubai International                        | Dubai             | Verenigde Arabische Emiraten |
| DYR  | UHMA | Ugolny                                     | Anadyr            | Rusland                      |
| DZN  | UAKD | Zhezkazgan                                 | Zhezkazgan        | Kazachstan                   |

A · B · C · D · E · F · G · H · I · J · K · L · M · N · O · P · Q · R · S · T · U · V · W · X · Y · Z · (alles)